# Carl Veart
Thomas Carl Veart (né le 21 mai 1970 à Whyalla en Australie) est un joueur de football international australien, qui évoluait au poste d'attaquant, avant de devenir entraîneur.

## Biographie

### Carrière de joueur

#### Carrière en sélection
Avec l'équipe d'Australie, il dispute 18 matchs (pour 7 buts inscrits) entre 1992 et 2000. Il figure notamment dans le groupe des sélectionnés lors de la Coupe d'Océanie de 1998.
Il dispute également les JO de 1992 avec la sélection olympique australienne.

## Palmarès
Australie
- Coupe d'Océanie :
  - Finaliste : 1998.